# Campionato mondiale femminile di calcio 1999
Il Campionato mondiale femminile di calcio 1999, terza edizione ufficiale della manifestazione, si disputò negli Stati Uniti d'America dal 19 giugno al 10 luglio 1999. Il campionato venne vinto dagli Stati Uniti, al secondo titolo iridato dopo quello del 1991, che in finale sconfissero la Cina 5-4 dopo i tiri di rigore. La finale, giocata al Rose Bowl di Pasadena, fu l'evento più seguito nella storia del calcio femminile, con 90 185 spettatori.
Dal punto di vista statistico c'è da segnalare che le prime quattro classificate (le stesse del torneo olimpico disputato tre anni prima) appartengono a quattro confederazioni diverse, caso unico nella storia dei campionati mondiali femminili, risultato che non ha equivalenti nel mondiale maschile (dove le prime quattro classificate al massimo sono appartenute a tre confederazioni diverse, nel 1930, nel 2002 e nel 2022).

## Città e stadi
Otto stadi furono scelti per ospitare le gare della competizione.
| Pasadena                                                                         | Landover                | East Rutherford  | Palo Alto        |
| -------------------------------------------------------------------------------- | ----------------------- | ---------------- | ---------------- |
| Rose Bowl                                                                        | Jack Kent Cooke Stadium | Giants Stadium   | Stanford Stadium |
| Capacità: 90 185                                                                 | Capacità: 80 116        | Capacità: 78 972 | Capacità: 73 123 |
|                                                                                  |                         |                  |                  |
| Pasadena Landover East Rutherford Palo Alto Chicago Foxborough San Jose Portland |                         |                  |                  |
| Chicago                                                                          | Foxborough              | San Jose         | Portland         |
| Soldier Field                                                                    | Foxboro Stadium         | Spartan Stadium  | Civic Stadium    |
| Capacità: 65 080                                                                 | Capacità: 54 456        | Capacità: 31 218 | Capacità: 20 129 |
|                                                                                  |                         |                  |                  |

## Qualificazioni

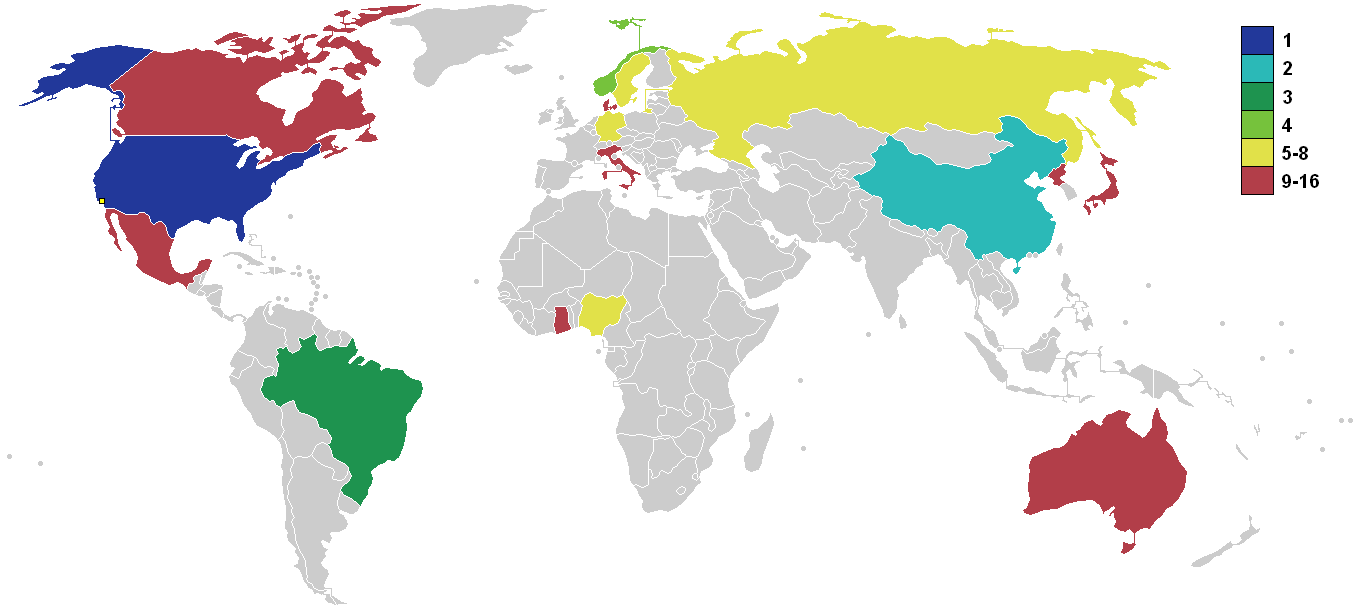
Mappa delle Nazionali qualificate

La FIFA annunciò la distribuzione dei posti per le sei federazioni per la definizione delle 16 squadre nazionali partecipanti al campionato mondiale 1999:
- AFC (Asia): 3 posti,
- CAF (Africa): 2 posti,
- CONCACAF (Centro e Nord America, Caraibi): 1 posto,
- CONMEBOL (Sud America): 1 posti,
- OFC (Oceania): 1 posto,
- UEFA (Europa): 6 posti,
- nazione ospitante (Stati Uniti): 1 posto,
- Spareggio tra CONCACAF e CONMEBOL : 1 posto.

## Squadre partecipanti
| Pr. | Squadra        | Confederazione | Partecipante in quanto                                         | Ultima presenza |
| --- | -------------- | -------------- | -------------------------------------------------------------- | --------------- |
| 1   | Stati Uniti    | CONCACAF       | Rappresentativa della nazione organizzatrice della fase finale | Svezia 1995     |
| 2   | Cina           | AFC            | Vincitore della Coppa d'Asia 1997                              | Svezia 1995     |
| 3   | Corea del Nord | AFC            | Secondo posto nella Coppa d'Asia 1997                          | Esordiente      |
| 4   | Giappone       | AFC            | Terzo posto nella Coppa d'Asia 1997                            | Svezia 1995     |
| 5   | Nigeria        | CAF            | Vincitore del Campionato africano 1998                         | Svezia 1995     |
| 6   | Ghana          | CAF            | Secondo posto nel Campionato africano 1998                     | Esordiente      |
| 7   | Canada         | CONCACAF       | Vincitore della CONCACAF Women's Championship 1998             | Svezia 1995     |
| 8   | Messico        | CONCACAF       | Vincitore dello spareggio CONCACAF-CONMEBOL                    | Esordiente      |
| 9   | Brasile        | CONMEBOL       | Vincitore del Campionato sudamericano 1998                     | Svezia 1995     |
| 10  | Australia      | OFC            | Vincitore della Coppa delle nazioni oceaniane femminile 1998   | Svezia 1995     |
| 11  | Svezia         | UEFA           | Vincitore del gruppo 1 di qualificazione UEFA                  | Svezia 1995     |
| 12  | Italia         | UEFA           | Vincitore del gruppo 2 di qualificazione UEFA                  | Cina 1991       |
| 13  | Norvegia       | UEFA           | Vincitore del gruppo 3 di qualificazione UEFA                  | Svezia 1995     |
| 14  | Danimarca      | UEFA           | Vincitore del gruppo 4 di qualificazione UEFA                  | Svezia 1995     |
| 15  | Germania       | UEFA           | Vincitore dello spareggio nelle qualificazioni UEFA            | Svezia 1995     |
| 16  | Russia         | UEFA           | Vincitore dello spareggio nelle qualificazioni UEFA            | Esordiente      |

## Fase a gironi
Il sorteggio dei gruppi avvenne il 14 febbraio 1999 presso lo Spartan Stadium a San Jose, in California.

### Gruppo A

#### Classifica finale
| Pos. | Squadra        | Pt | G | V | N | P | GF | GS | DR  |
| ---- | -------------- | -- | - | - | - | - | -- | -- | --- |
| 1.   | Stati Uniti    | 9  | 3 | 3 | 0 | 0 | 13 | 1  | +12 |
| 2.   | Nigeria        | 6  | 3 | 2 | 0 | 1 | 5  | 8  | -3  |
| 3.   | Corea del Nord | 3  | 3 | 1 | 0 | 2 | 4  | 6  | -2  |
| 4.   | Danimarca      | 0  | 3 | 0 | 0 | 3 | 1  | 8  | -7  |

#### Risultati
| Arbitro: | Sonia Denoncourt |

|                              |           |  |
| Hamm 17’ Foudy 73’ Lilly 89’ | Marcatori |  |

| Arbitro: | Katriina Elovirta |

|        |           |                       |
| Jo 74’ | Marcatori | 50’ Akide 79’ Nwadike |

| Arbitro: | Nicole Petignat |

|                                                                               |           |             |
| Chiejine 19’ (aut.) Hamm 20’ Milbrett 23’, 83’ Lilly 32’ Akers 39’ Parlow 42’ | Marcatori | 2’ Okosieme |

| Arbitro: | Martha Toro |

|                        |           |              |
| Jin 15’ Jo 39’ Kim 73’ | Marcatori | 74’ Johansen |

| Arbitro: | Maria Edilene Siqueira |

|                        |           |  |
| Akide 25’ Okosieme 81’ | Marcatori |  |

| Arbitro: | Katriina Elovirta |

|                                  |           |  |
| Mc Millan 56’ Venturini 68’, 76’ | Marcatori |  |

### Gruppo B

#### Classifica finale
| Pos. | Squadra  | Pt | G | V | N | P | GF | GS | DR  |
| ---- | -------- | -- | - | - | - | - | -- | -- | --- |
| 1.   | Brasile  | 7  | 3 | 2 | 1 | 0 | 12 | 4  | +8  |
| 2.   | Germania | 5  | 3 | 1 | 2 | 0 | 10 | 4  | +6  |
| 3.   | Italia   | 4  | 3 | 1 | 1 | 1 | 3  | 3  | 0   |
| 4.   | Messico  | 0  | 3 | 0 | 0 | 3 | 1  | 15 | -14 |

#### Risultati
| Arbitro: | Nicole Petignat |

|                                                              |           |               |
| Pretinha 3’, 12’, 90+1’ Sissi 29’, 42’, 50’ Kátia 35’ (rig.) | Marcatori | 10’ Domínguez |

| Arbitro: | Bola Elizabeth Abidoye |

|                     |           |            |
| Wiegmann 61’ (rig.) | Marcatori | 36’ Panico |

| Arbitro: | Gitte Nielsen |

|               |           |  |
| Sissi 3’, 63’ | Marcatori |  |

| Arbitro: | Im Eun Ju |

|                                                       |           |  |
| Grings 10’, 57’, 92’ Smisek 46’ Hingst 49’ Lingor 89’ | Marcatori |  |

| Arbitro: | Im Eun Ju |

|                                        |           |                                  |
| Prinz 8’ Wiegmann 46’ (rig.) Jones 58’ | Marcatori | 15’ Kátia 20’ Sissi 90+4’ Maicon |

| Arbitro: | Bola Elizabeth Abidoye |

|  |           |                      |
|  | Marcatori | 37’ Panico 51’ Zanni |

### Gruppo C

#### Classifica finale
| Pos. | Squadra  | Pt | G | V | N | P | GF | GS | DR  |
| ---- | -------- | -- | - | - | - | - | -- | -- | --- |
| 1.   | Norvegia | 9  | 3 | 3 | 0 | 0 | 13 | 2  | +11 |
| 2.   | Russia   | 6  | 3 | 2 | 0 | 1 | 10 | 3  | +7  |
| 3.   | Canada   | 1  | 3 | 0 | 1 | 2 | 3  | 12 | -9  |
| 4.   | Giappone | 1  | 3 | 0 | 1 | 2 | 1  | 10 | -9  |

#### Risultati
| Arbitro: | Maria Edilene Siqueira |

|           |           |             |
| Otake 64’ | Marcatori | 32’ Burtini |

| Arbitro: | Xiudi Zuo |

|                            |           |              |
| Sandaune 28’ Pettersen 68’ | Marcatori | 78’ Komarova |

| Arbitro: | Tammy Ogston |

|                                                                              |           |            |
| Aarønes 8’, 36’ Lehn 49’ Riise 54’ Medalen 68’ Pettersen 76’ Gulbrandsen 87’ | Marcatori | 31’ Hooper |

| Arbitro: | Sandra Hunt |

|  |           |                                                             |
|  | Marcatori | 29’ Savina 52’, 90’ Letjušova 58’ N. Karasëva 80’ Barbašina |

| Arbitro: | Xiudi Zuo |

|            |           |                                                  |
| Hooper 76’ | Marcatori | 54’ Grigor'eva 66’, 86’ Fomina 90+1’ O. Karasëva |

| Arbitro: | Maricela Contreras De Fuentes |

|                                                             |           |  |
| Riise 8’ (rig.) Isozaki 26’ (aut.) Aarønes 36’ Mellgren 61’ | Marcatori |  |

### Gruppo D

#### Classifica finale
| Pos. | Squadra   | Pt | G | V | N | P | GF | GS | DR  |
| ---- | --------- | -- | - | - | - | - | -- | -- | --- |
| 1.   | Cina      | 9  | 3 | 3 | 0 | 0 | 12 | 2  | +10 |
| 2.   | Svezia    | 6  | 3 | 2 | 0 | 1 | 6  | 3  | +3  |
| 3.   | Australia | 1  | 3 | 0 | 1 | 2 | 3  | 7  | -4  |
| 4.   | Ghana     | 1  | 3 | 0 | 1 | 2 | 1  | 10 | -9  |

#### Risultati
| Arbitro: | Virginia Tovar |

|                 |           |              |
| Jin 17’ Liu 69’ | Marcatori | 2’ Bengtsson |

| Arbitro: | Kari Seitz |

|            |           |             |
| Murray 74’ | Marcatori | 76’ Gyamfua |

| Arbitro: | Fatou Gaye |

|            |           |                                 |
| Murray 32’ | Marcatori | 8’ Tornqvist 21’, 69’ Ljungberg |

| Arbitro: | Elke Günthner |

|                                                          |           |  |
| Sun Wen 9’, 21’, 54’ Jin 16’ Zhang 82’, 90+1’ Zhao 90+2’ | Marcatori |  |

| Arbitro: | Sandra Hunt |

|                          |           |               |
| Sun Wen 39’, 51’ Liu 73’ | Marcatori | 66’ Salisbury |

| Arbitro: | Sonia Denoncourt |

|  |           |                   |
|  | Marcatori | 58’, 86’ Svensson |

## Fase a eliminazione diretta

### Tabellone
|  | Quarti di finale | Quarti di finale | Quarti di finale |          |                   | Semifinali        | Semifinali    | Semifinali |          |                 | Finale          | Finale          | Finale |  |
|  |                  |                  |                  |          |                   |                   |               |            |          |                 |                 |                 |        |  |
|  | 1D               | Cina             | 2                |          |                   |                   |               |            |          |                 |                 |                 |        |  |
|  | 1D               | Cina             | 2                |          |                   |                   |               |            |          |                 |                 |                 |        |  |
|  | 2C               | Russia           | 0                |          |                   |                   |               |            |          |                 |                 |                 |        |  |
|  | 2C               | Russia           | 0                |          | Cina              | Cina              | 5             |            |          |                 |                 |                 |        |  |
|  |                  |                  |                  |          | Cina              | Cina              | 5             |            |          |                 |                 |                 |        |  |
|  |                  |                  | Norvegia         | Norvegia | 0                 |                   |               |            |          |                 |                 |                 |        |  |
|  | 1C               | Norvegia         | Norvegia         | Norvegia | 0                 | 3                 |               |            |          |                 |                 |                 |        |  |
|  | 1C               | Norvegia         |                  |          |                   |                   |               |            |          |                 |                 |                 |        |  |
|  | 2D               | Svezia           | 1                |          |                   |                   |               |            |          |                 |                 |                 |        |  |
|  | 2D               | Svezia           | 1                |          | Stati Uniti (dtr) | Stati Uniti (dtr) | 0 (5)         |            |          |                 |                 |                 |        |  |
|  |                  |                  |                  |          |                   |                   |               |            |          |                 |                 |                 |        |  |
|  |                  |                  | Cina             | Cina     | 0 (4)             |                   |               |            |          |                 |                 |                 |        |  |
|  | 1A               | Stati Uniti      | Cina             | Cina     | 0 (4)             | 3                 |               |            |          |                 |                 |                 |        |  |
|  | 1A               | Stati Uniti      |                  |          |                   | 3                 |               |            |          |                 |                 |                 |        |  |
|  | 2B               | Germania         | 2                |          |                   |                   |               |            |          |                 |                 |                 |        |  |
|  | 2B               | Germania         | 2                |          | Stati Uniti       | Stati Uniti       | 2             |            |          | Finale 3º posto | Finale 3º posto | Finale 3º posto |        |  |
|  |                  |                  |                  |          | Stati Uniti       | Stati Uniti       | 2             |            |          |                 |                 |                 |        |  |
|  |                  |                  | Brasile          | Brasile  | 0                 |                   |               |            |          |                 |                 |                 |        |  |
|  | 1B               | Brasile (gg)     | Brasile          | Brasile  | 0                 | 4                 |               |            | Norvegia | Norvegia        | 0 (4)           |                 |        |  |
|  | 1B               | Brasile (gg)     |                  |          |                   |                   |               |            | Norvegia | Norvegia        | 0 (4)           |                 |        |  |
|  | 2A               | Nigeria          | 3                |          |                   | Brasile (dtr)     | Brasile (dtr) | 0 (5)      |          |                 |                 |                 |        |  |

### Quarti di finale
| Arbitro: | Nicole Petignat |

|                |           |  |
| Pu 37’ Jin 56’ | Marcatori |  |

| Arbitro: | Im Eun Ju |

|                                            |           |             |
| Aarønes 51’ Pettersen 58’ Riise 72’ (rig.) | Marcatori | 90’ Moström |

| Arbitro: | Martha Toro |

|                                       |           |                                   |
| Milbrett 16’ Chastain 49’ Fawcett 66’ | Marcatori | 5’ (aut.) Chastain 45+1’ Wiegmann |

| Arbitro: | Virginia Tovar |

|                                          |           |                                  |
| Cidinha 4’, 22’ Nenê 35’ Sissi 104’ (gg) | Marcatori | 63’ Emeafu 72’ Okosieme 85’ Egbe |

### Semifinali
| Arbitro: | Kateriina Elovirta |

|                            |           |  |
| Parlow 5’ Akers 80’ (rig.) | Marcatori |  |

| Arbitro: | Sonia Denoncourt |

|                                      |           |  |
| Sun Wen 3’, 72’ Liu 14’, 51’ Fan 65’ | Marcatori |  |

### Finale terzo posto
| Arbitro: | Eun Ju Im |

|                                            |                      |                                                        |
| Pretinha Cidinha Kátia Maicon Nenê Formiga | Tiri di rigore 5 – 4 | Riise Pettersen Jørgensen Sandaune Gulbrandsen Aarønes |

### Finale
| Arbitro: | Nicole Petignat |

|                                      |                      |                                                       |
| Overbeck Fawcett Lilly Hamm Chastain | Tiri di rigore 5 – 4 | Xie Huilin Qiu Haiyan Liu Ailing Zhang Ouying Sun Wen |

## Premi
| Scarpa d'oro  | Pallone d'oro | Trofeo Fair Play FIFA |
| ------------- | ------------- | --------------------- |
| Sissi Sun Wen | Sun Wen       | Cina                  |

## Statistiche

### Classifica marcatrici
7 reti
- Sissi
- Sun Wen

4 reti
- Ann Kristin Aarønes

3 reti
- Pretinha
- Liu Ailing
- Jin Yan

- Inka Grings
- Bettina Wiegmann
- Nkiru Okosieme

- Hege Riise
- Marianne Pettersen
- Tiffeny Milbrett

2 reti
- Julie Murray
- Cidinha
- Kátia
- Charmaine Hooper
- Zhang Ouying
- Jo Song Ok

- Patrizia Panico
- Mercy Akide
- Elena Fomina
- Ol'ga Letjušova
- Michelle Akers
- Mia Hamm

- Kristine Lilly
- Cindy Parlow
- Tisha Venturini
- Hanna Ljungberg
- Victoria Sandell Svensson

1 rete
- Cheryl Salisbury
- Maicon
- Nenê
- Silvana Burtini
- Zhao Lihong
- Pu Wei
- Liu Ying
- Fan Yunjie
- Jin Pyol Hui
- Kim Kum Sil
- Janni Johansen
- Ariane Hingst
- Steffi Jones
- Renate Lingor

- Birgit Prinz
- Sandra Smisek
- Nana Gyamfua
- Otake Nami
- Paola Zanni
- Maribel Domínguez
- Nkechi Egbe
- Prisca Emeafu
- Rita Nwadike
- Solveig Gulbrandsen
- Unni Lehn
- Linda Medalen
- Dagny Mellgren
- Brit Sandaune

- Natal'ja Barbašina
- Irina Grigor'eva
- Natal'ja Karasëva
- Ol'ga Karasëva
- Galina Komarova
- Larisa Savina
- Brandi Chastain
- Kristin Bengtsson
- Malin Moström
- Jane Tornqvist
- Brandi Chastain
- Joy Fawcett
- Julie Foudy
- Shannon MacMillan

Autoreti
- Isozaki Hiromi (a favore della Norvegia)
- Ifeanyi Chiejine (a favore degli Stati Uniti)
- Brandi Chastain (a favore della Germania)